# Дом Сабсовича (Таганрог)
Дом Сабсовича — угловое здание, которое располагается на углу улицы Петровской, 134 и переулка Дзержинского, 7. Дом получил свое название по фамилии первых владельцев.

## История
В первой половине XIX века на территории участка по улице Петровской, 134, находился дом купца II гильдии Тодроса Марковича Сабсовича. Дом начинался в районе железнодорожной ветки, которая вела в порт, ее окончание приходилось на четную сторону улицы Петровской, вблизи современного Вокзального переулка. В 1860-х годах по этому адресу был построен угловой дом с полуподвалом. В описании тех лет, значилось, что на участке размещаются такие объекты: одноэтажный амбар, построенный из кирпича и одноэтажный флигель. Флигель был переделан в два жилых дома, которые располагаются по адресам — переулок Дзержинского 7 и 9. Нынешний дом по улице Петровской, 134 был построен в 1870-х годах купцом Вульфом Дорофеевичем Сабсовичем, по состоянию на 1873 год ему же и принадлежал. С 1874 по 1879 год его собственниками были купцы Вульф, Иосиф и сын купца Якову Сабсовичу. С 1890 по 1898 год строение перешло в собственность купца Дмитрия Егоровича Мануси и жене мещанина Хане Сабсович.
В 1906 году владельцами дома значились купец, амбарщик и землевладелец Вениамин Иосифович Сабсович и жена мещанина Хана Сабсович. Вениамин Сабсович был сыном Иосифа Дорофеевича и занимал должность члена биржевого комитета. В 1915 году Вениамин Сабсович продолжал владеть домом вместе с другими собственниками — мещанином Исааком Берковичем Ипковым, Мознаиму и Алексею Андреевичам Гаршфельдам.